# بخش کونو
بخش کونو (به لاتین: Kono District) یک منطقهٔ مسکونی در سیرالئون است که در استان شرقی، سیرالئون واقع شده‌است. بخش کونو ۵٬۶۴۱ کیلومتر مربع مساحت و ۵۰۵٬۷۶۷ نفر جمعیت دارد.